# María del Pilar Pérez (asesina)
María del Pilar Pérez López  (Santiago, 21 de diciembre de 1951) es una arquitecta chilena actualmente cumpliendo cadena perpetua por el triple asesinato de su exmarido, arquitecto Francisco Zamorano Marful, la pareja de éste, el tecnólogo médico Héctor Arévalo Olivero, y la pareja de su sobrina, Diego Schmidt-Hebbel Niehaus, entre los meses de abril y noviembre de 2008, todos ocurridos en la comuna de Providencia en Santiago de Chile a través del sicario José Mario Ruz Rodríguez. Por estas acciones, es conocida popularmente como "La Nueva Quintrala", "La Quintrala de Providencia", o "La Quintrala de Seminario", todos apodos comparándola a Catalina de los Ríos y Lisperguer, terrateniente y asesina serial aristocrática chilena de la época colonial conocida como "La Quintrala". A pesar de sus múltiples condenas, hasta hoy se declara inocente ante el caso.

## Biografía
Nació en Providencia, comuna de la capital chilena. Su padre fue el español José Pérez Pérez, oriundo de la localidad de Chaguazoso, quien escapó de España para evadir el servicio militar durante la Primera Guerra Mundial. Era dueño de una reconocida panadería de la misma comuna. Su madre, la argentina María Aurelia López Castaño, ha sido descrita por el fiscal Humberto Díaz como una mujer autoritaria y matriarca. Pilar es la hija mayor del matrimonio y tiene dos hermanas menores, Gloria y Magdalena.
Según su madre, sufrió de problemas de control de ira en su niñez, varias veces explotando con rabia en contra las personas en su entorno, y que le había robado dinero en varias ocasiones.
El 3 de marzo de 1976, Pérez López, de 26 años, contrajo matrimonio con Francisco Pelayo Elías Zamorano Marfull  , de 24 años. De ese matrimonio nacieron dos hijos, Juan José y María Rocío. 
Durante los años 1990, su padre, José Pérez, comenzó a mostrar síntomas de Alzheimer y tuvo la intención de que Zamorano fuera el nuevo dueño de su panadería cuando él falleciera, pero cambió de opinión después de que Zamorano se declarara como un hombre homosexual separándose de Pilar Pérez. Durante sus últimos años de vida, hubo varios conflictos sobre la herencia de José Pérez, pero finalmente quien heredó gran parte de sus recursos fue su hija María del Pilar, incluyendo las propiedades Seminario 95 (donde residió la misma Pilar) y Seminario 97 (donde residió el resto de su familia).
La familia de Pérez en el juicio ha descrito a Pilar como una mujer conflictiva y violenta, y su madre testificó que bromeó sobre la cantidad de sicarios que hay en Estados Unidos tras un viaje a Nueva York. El 7 de julio de 2007 tuvo un conflicto con Montserrat Hernando Berríos, esposa de su hijo Juan José Pérez.

### Asesinatos
En 2008 habría usado el dinero de la herencia de su padre para contratar a José Mario Ruz Rodríguez como un sicario, dándole un mapa de la casa de sus víctimas, marcando dónde dormían y dónde estaba el dinero.
El 23 de julio de 2008, José Ruz mató a balazos a la pareja compuesta por Francisco Zamorano Marfull y Héctor Rodrigo Arévalo Olivero. El 6 de noviembre siguiente, Pérez contrató nuevamente a Ruz, esta vez indicándole que ingresase a la residencia familiar de sus parientes con la intención de asesinarlos a todos para que ella pudiera recolectar la herencia total de su padre. El 23 de noviembre Ruz Rodríguez intentó cumplir este plan, pero solamente alcanzó a disparar a Diego Schmidt-Hebbel Niehaus, novio de Belén Molina, sobrina de Pérez López, antes de ser encontrado por el resto de la familia escapando del lugar. 

### Investigación y procesos legales
Ruz y Pérez fueron atrapados por la Policía de Investigaciones de Chile debido a un testigo que capturó la patente del auto de Ruz, quien confesó a todos los hechos tras ser descubierto. Después de ser detenida, Pérez tuvo un intento de suicidio y le mandó una carta a escrita a su hija, pidiéndole que le ofreciera dinero a Ruz a cambio de modificar su versión de los eventos ocurridos para incriminar a su cuñado y padre de Belén, Agustín Molina. En su residencia, se encontró una calavera humana, objetos usados en rituales indígenas, y muñecos vudú.
El juicio contra Pilar Pérez se inició el 23 de septiembre de 2010, usando alrededor de 100 testigos y exhibiendo cerca de 60 pruebas ante los jurados. En total, Pérez fue acusada individualmente por lesiones graves en contra de su nuera, y fue acusada junto con José Ruz de:
- parricidio contra Francisco Zamorano Marfull.
- homicidio calificado contra Héctor Rodrigo Arévalo Olivero.
- robo con homicidio consumado contra Diego Schmidt-Hebbel Niehaus.
- homicidio frustrado en contra de María Belén Molina Pérez, María Aurelia López Castaño, Gloria Pérez López y Agustín Molina Mirabel.

A pesar de declarase inocente, el 19 de enero de 2011 fue encontrada culpable y, junto con su cómplice, condenada a cadena perpetua con la posibilidad de beneficio carcelarios después de 40 años de presidio efectivo.
La entonces residencia de Pérez, Seminario 95 (que sufrió un incendio en 2012), fue vendida para indemnizar a la familia de los afectados. Actualmente es propiedad de Inversiones Concepción S.A. En el otro lado de la calle, Seminario 97, el hogar donde Schmidt-Hebbel fue asesinado, ha sido remplazado por varias oficinas y una farmacia.
Actualmente, Pérez López cumple su pena dentro de la cárcel de mujeres de San Joaquín, donde comparte pabellón con Marcela Mardones, expareja del frentista Raúl Escobar Poblete, condenado a 18 años de prisión por participar en el asesinato de Jaime Guzmán. Además, se hizo compañera de celda de Johanna Hernández, culpable del parricidio de su exesposo Nibaldo Villegas. Dentro de prisión, fue parte del comité organizador de la visita hecha por el Papa Francisco a este penal durante su visita a Chile. Supuestamente, se ha peleado varias veces con Jeannette Hernández, quien fue condenada por el asesinato de uno de sus hijos en 2009.
Al día de hoy Pilar mantiene su inocencia total ante los cargos impuestos. En julio de 2022, Pérez y su abogado Pablo Armijo le pidieron a la corte suprema que anule la condena de Pérez y lanzaron el canal de YouTube "La Voz de Pilar", donde ambos comparten su versión de los eventos ocurridos.